# Abd el-Krim
Abd el-Krim (født 1882-3 i Ajdir, død 6. februar 1963 i Kairo) (fulde navn: Muhammad Ibn 'Abd al-Karim al-Khattabi, arabisk: محمد بن عبد الكريم الخطابي, berbisk: Muḥend n Ɛabd Krim Lxeṭṭabi eller Moulay Muḥend) var en berbisk militærleder. Sammen med sin bror Mhemmed førte han et storstilet oprør af en bred koalition af store Rif-stammer mod franske og spanske kolonitropper i Rifkrigen. Hans guerillataktik er kendt for at have haft indflydelse på Ho Chi Minh, Mao Zedong og Che Guevara.